# Rodrigo Garro
Rodrigo Garro (General Pico, 4 gennaio 1998) è un calciatore argentino, centrocampista del Corinthians.

## Carriera
Garro ha debuttato nel professionismo con l'Instituto (C), in occasione del match della Primera B Nacional 2017-2018 disputato contro il Villa Dálmine, terminato sul punteggio di 1-1.
Nel 2022 si è trasferito al Talleres (C). Con i biancoblu ha espresso il massimo potenziale, collezionando 81 presenze, 12 reti e 17 assist, considerando tutte le competizioni. Ha ricevuto il premio di miglior giocatore della Copa de la Liga Profesional 2023.
Nel 2024 viene ceduto al Corinthians.

## Statistiche

### Presenze e reti nei club
Statistiche aggiornate al 9 dicembre 2024.
| Stagione           | Squadra            | Campionato         | Campionato | Campionato | Coppe nazionali | Coppe nazionali | Coppe nazionali | Coppe continentali | Coppe continentali | Coppe continentali | Altre coppe | Altre coppe | Altre coppe | Totale | Totale |
| Stagione           | Squadra            | Comp               | Pres       | Reti       | Comp            | Pres            | Reti            | Comp               | Pres               | Reti               | Comp        | Pres        | Reti        | Pres   | Reti   |
| ------------------ | ------------------ | ------------------ | ---------- | ---------- | --------------- | --------------- | --------------- | ------------------ | ------------------ | ------------------ | ----------- | ----------- | ----------- | ------ | ------ |
| 2017-2018          | Instituto (C)      | PBN                | 3          | 0          |                 | -               | -               |                    | -                  | -                  |             | -           | -           | 3      | 0      |
| 2018-2019          | Instituto (C)      | PBN                | 4          | 0          |                 | -               | -               |                    | -                  | -                  |             | -           | -           | 4      | 0      |
| 2019-2020          | Instituto (C)      | PN                 | 21         | 2          | CA              | 1               | 0               |                    | -                  | -                  |             | -           | -           | 22     | 2      |
| 2021               | Instituto (C)      | PN                 | 31         | 5          |                 | -               | -               |                    | -                  | -                  |             | -           | -           | 31     | 5      |
| Totale Instituto   | Totale Instituto   | Totale Instituto   | 59         | 7          |                 | 1               | 0               |                    | -                  | -                  |             | -           | -           | 60     | 7      |
| 2022               | Talleres (C)       | CLP+PD             | 7+22       | 0+3        | CA              | 5               | 0               | CL                 | 3                  | 1                  |             | -           | -           | 37     | 4      |
| 2023               | Talleres (C)       | CLP+PD             | 13+27      | 2+5        | CA              | 4               | 1               |                    | -                  | -                  |             | -           | -           | 44     | 8      |
| Totale Talleres    | Totale Talleres    | Totale Talleres    | 69         | 10         |                 | 9               | 1               |                    | 3                  | 1                  |             | -           | -           | 81     | 12     |
| 2024               | Corinthians        | CP+A               | 6+36       | 1+10       | CB              | 9               | 0               | CS                 | 11                 | 2                  |             | -           | -           | 62     | 13     |
| Totale Corinthians | Totale Corinthians | Totale Corinthians | 42         | 11         |                 | 9               | 0               |                    | 11                 | 2                  |             | -           | -           | 62     | 13     |
| Totale carriera    | Totale carriera    | Totale carriera    | 170        | 28         |                 | 19              | 1               |                    | 14                 | 3                  |             | -           | -           | 203    | 32     |

## Palmarès

### Club

#### Competizioni statali
- Campionato paulista: 1

Corinthians: 2025